# Attalea butyracea
Espèce
Attalea butyracea est une espèce de palmiers à feuilles pennées.

## Description

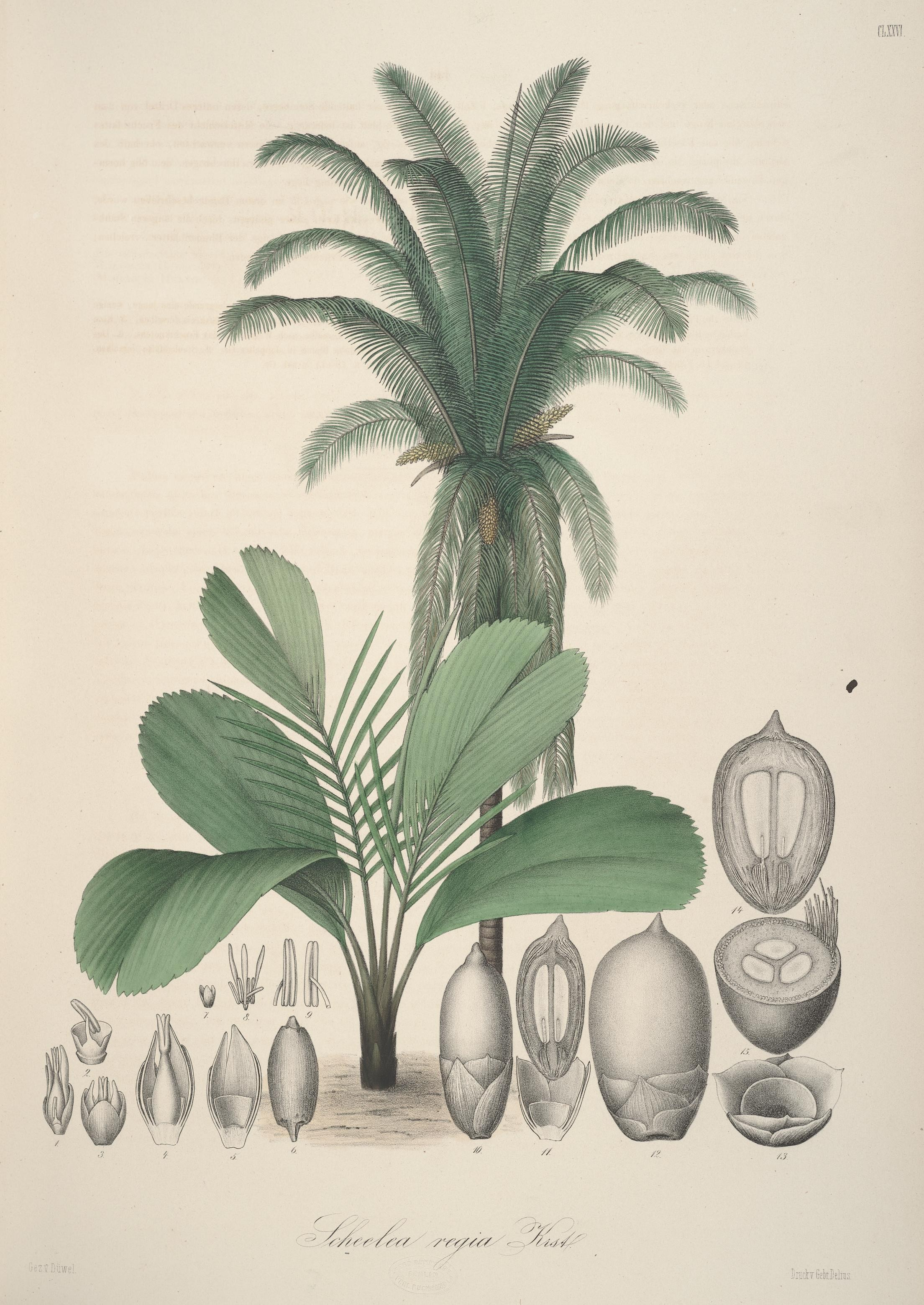
Pl. CLXXVI Florae Columbiae.